# Cuộc vây hãm Odawara (1561)
Cuộc vây hãm Odawara năm 1561, là trận đánh trong thời kỳ Sengoku ở Nhật Bản, là trận đánh đầu tiên trong các cuộc vây hãm sau này sẽ hạ thủ lâu đài chính của gia tộc Hōjō.
Uesugi Kenshin đang ở cao điểm cho chiến dịch chống lại nhà Hōjō, ông đã chiếm được vài lâu đài của họ. Năm 1561 ông bao vây lâu đài Odawara của nhà Hōjō. Quân Uesugi đã đột phá được tuyến phòng thủ, đốt cháy được thành phố. Nhưng chính tòa lâu đài thì không chinh phục nổi; Kenshin rút lui sau hai tháng bao vây. Lý do là vì thiếu quân lương tiếp tế, và việc Takeda Shingen, kẻ thù truyền kiếp của Kenshin lại xuất hiện, đang đe dọa lãnh địa của ông.
Cuộc vây hãm đầu tiên lâu đài Odawara kết thúc.